# R/V Professor Logatjev
R/V Professor Logatjev är ett ryskt forskningsfartyg byggt i Mykolajiv i Ukraina 1991. Fartygets huvuduppgift är geologisk undersökning av djuphavsbotten.
Professor Logatjev är utrustad med en kran i aktern med en lyftkapacitet på 16 ton samt en mindre kran med lyftkapacitet på 5 ton. Den större kranen används för släpsonar eller ROV och den mindre för olika former av utrustning för provtagning av vatten eller bottensediment samt seismiska sensorer.
I september 2013 låg fartyget i Oskarshamns hamn under en pågående hemvärnsövning med Kalmar- och Kronobergsgruppen och återvände efter övningens slut till örlogsbasen i Kaliningrad.[källa behövs]
I oktober 2014 uppmärksammades fartyget under den då pågående underrättelseoperationen i Stockholms skärgård 2014. Hon var då på väg till Las Palmas, men fick fel på en propeller och gick till Kaliningrad för reparation.